# Larisa Kúrkina
Larisa Nikoláyevna Kúrkina –en ruso, Лариса Николаевна Куркина– (Zhivet, URSS, 18 de diciembre de 1973) es una deportista rusa que compitió en esquí de fondo. 
Participó en los Juegos Olímpicos de Turín 2006, obteniendo una medalla de oro en la prueba de relevo (junto con Natalia Baranova-Masalkina, Yuliya Chepalova y Yevgueniya Medvedeva). Ganó una medalla de plata en el Campeonato Mundial de Esquí Nórdico de 2005, en la misma prueba.

## Palmarés internacional
| Juegos Olímpicos   | Juegos Olímpicos      | Juegos Olímpicos | Juegos Olímpicos |
| Año                | Lugar                 | Medalla          | Prueba           |
| ------------------ | --------------------- | ---------------- | ---------------- |
| 2006               | Turín (Italia)        | Medalla de oro   | Relevo 4 × 5 km  |
| Campeonato Mundial |                       |                  |                  |
| Año                | Lugar                 | Medalla          | Prueba           |
| 2005               | Oberstdorf (Alemania) | Medalla de plata | Relevo 4 × 5 km  |